# Агнец
Агнец (старословенски: «јагње») је средишњи део просфоре (квасног хлеба), крстолико означен грчким словима ИС XC НИ КА (Исус Христос побеђује) Агнец се копљем исеца из просфоре и приноси на причешћу, како би постао тело и крв Христова од чега се верни причешћују. 
Симболички приказује Исуса Христа, који као јагње (агнец) узима грехе света на себе и страда ради спасења истог.
Латински еквивалент у католичкој цркви је Agnus Dei (Јагањац Божји), што означава Христа као помирбену жртву или мисну молитву пре причести.